# Nusa Nak
Nusa Nak är en ö i Indonesien.   Den ligger i provinsen Nusa Tenggara Timur, i den sydöstra delen av landet, 1 900 km öster om huvudstaden Jakarta.
Terrängen på Nusa Nak är varierad.